# Roztocze Środkowe
Roztocze Środkowe este o arie protejată (sit de importanță comunitară — SCI) din Polonia întinsă pe o suprafață de 8.472,8 ha, integral pe uscat.

## Localizare
Centrul sitului Roztocze Środkowe este situat la coordonatele 50°35′47″N 22°57′48″E / 50.5965°N 22.9633°E.

## Înființare
Situl Roztocze Środkowe a fost declarat sit de importanță comunitară în aprilie 2004 pentru a proteja 4 specii de plante și 26 de specii de animale.

## Biodiversitate
Situată în ecoregiunea continentală, aria protejată conține 12 habitate naturale: Lacuri eutrofice naturale cu vegetație de tip Magnopotamion sau Hydrocharition, Cursuri de apă de la nivel de câmpie la nivel montan, cu vegetație Ranunculion fluitantis și Callitricho-Batrachion, Pajiști cu Molinia pe soluri calcaroase, turboase sau argilos-nămoloase (Molinion caeruleae), Fânețe de joasă altitudine (Alopecurus pratensis, Sanguisorba officinalis), Turbării active, Mlaștini turboase de tranziție și turbării mișcătoare, Depresiuni pe substraturi de turbă de Rhynchosporion, Păduri de fag Asperulo-Fagetum, Păduri de stejar și carpen Galio-Carpinetum, Mlaștini împădurite, Păduri aluvionare cu Alnus glutinosa și Fraxinus excelsior (Alno-Padion, Alnion incanae, Salicion albae), Păduri de brad Holy Cross (Abietetum polonicum).
La baza desemnării sitului se află mai multe specii protejate:
- plante (4): Buxbaumia viridis, papucul doamnei (Cypripedium calceolus), mușchi (Dicranum viride), Hamatocaulis vernicosus
- amfibieni (2): buhai de baltă cu burta roșie (Bombina bombina), triton cu creastă (Triturus cristatus)
- mamifere (8): liliac cârn (Barbastella barbastellus), lupul (Canis lupus), castor (Castor fiber), vidră de râu (Lutra lutra), râs eurasiatic (Lynx lynx), liliac cu urechi mari (Myotis bechsteinii), liliac de iaz (Myotis dasycneme), liliac comun (Myotis myotis)
- nevertebrate (10): albilița portocalie (Colias myrmidone), Cucujus cinnaberinus, Graphoderus bilineatus, libelule (Leucorrhinia pectoralis), rădașcă (Lucanus cervus), fluturele purpuriu (Lycaena dispar), Ophiogomphus cecilia, Osmoderma eremita, gândacul de apă (Rhysodes sulcatus), Xylomoia strix
- pești (5): zvârluga (Cobitis taenia), zglăvoacă (Cottus gobio), Eudontomyzon mariae, cicar (Lampetra planeri), țipar (Misgurnus fossilis)
- reptile (1): țestoasa de baltă (Emys orbicularis)